# Ахунське городище 1
Ахунське городище-1, багатошарова археологічна пам'ятка, що розташована на крутому мисі над яром у лісі на території міста Зарічний, за 1,5-2 км на схід від місцевості Ахуни, що є найсхіднішою місцевістю міста Пенза.

## Дослідження
Відкрито у 1956 році й обстежено у 1963, 1964, 1974 роках М. Р. Полєсських. У 1965-69 й 1972 роках обстеження продовжив В. О. Калмиков.

## Городище
Ахунське городище-1 обгороджено з усіх боків валом й трьома рядами валів з ровами поперек мису.
На городищі існує три культурні шари:
- бронзової доби 2000—1000 років до Р. Х.;
- городецької культури 200-1 років до Р. Х.; виявлено ліпну кераміку, орнаментовану матними (рогожними) й сітчастими відбитками, з блокоподібними глиняними тягарцями;
- давньомокшанська культура 900—1100 років; виявлено ліпний гладкостінний посуд бурого кольору у формі горщиків й мисок.

## Інвентар
У культурному шарі виявлено залишки житлових й господарських споруд, підмурівки; кістки великої рогатої худоби й коней; залізні й бронзові вироби.